# Akademia
Akademia is een Afrikaanstalige particuliere universiteit in Zuid-Afrika en Namibië. De universiteit is in 2011 opgericht door de Solidariteit Beweging om te voorzien in Afrikaanstalig hoger onderwijs, omdat Afrikaanstalig onderwijs aan openbare universiteiten onder druk staat. Hoewel de universiteit vooral voor werkenden bedoeld was, biedt Akademia thans ook voltijdsstudies aan. De universiteit biedt vooral studies in economische richtingen aan. In het academische jaar van 2017 heeft de universiteit ongeveer 750 ingeschreven studenten en reikte het zijn eerste bachelorgraden uit.

## Ontstaansgeschiedenis
Rond 2000 waren er in Zuid-Afrika zes openbare universiteiten die in het Afrikaans les gaven: de Universiteit Stellenbosch, de Potchefstroomse Universiteit voor Christelijk Hoger Onderwijs, de Universiteit van Zuid-Afrika, de Randse Afrikaanse Universiteit, de Universiteit van de Oranje-Vrijstaat en de Universiteit van Pretoria. Deze universiteiten worden aangeduid als Historisch Afrikaans/Nederlandstalige Universiteiten (HANU's) en drie van deze universiteiten zijn opgericht door giften van Afrikaanstalige burgers (de Universiteit Stellenbosch, Potchefstroom en de Randse Afrikaanse Universiteit). Door de transformasie - waarbij openbare ruimtes in Zuid-Afrika een afspiegeling moeten worden van de nationale demografie - werden Afrikaanstalige universiteiten geacht om te fuseren met Engelstalige universiteiten dan wel te verengelsen. Hierdoor is er voor het Afrikaans als instructietaal steeds minder ruimte. In 2010 boden alleen de Universiteit Stellenbosch, de Universiteit van de Vrijstaat, de Universiteit van Zuid-Afrika en de Potchefstroom-campus van de Noordwest-Universiteit nog Afrikaanstalige programma's aan. Ondanks de afname van Afrikaanstalig onderwijs aan openbare universiteiten, is er binnen de Afrikaanstalige gemeenschap behoefte aan Afrikaanstalig universitair onderwijs. Dit bracht de Solidariteit Beweging ertoe om een particuliere Afrikaanstalige universiteit op te richten. De Solidariteit Beweging had hiervoor ook al onder meer een mbo-school, genaamd Sol-Tech, opgericht.
Akademia werd in 2011 opgericht, waarna de universiteit geaccrediteerd werd door de accreditatieorganisatie van de Zuid-Afrikaanse overheid. In 2012 begon zij met het aanbieden van onderwijs, met een bachelor bedrijfsmanagement. Daarnaast biedt zij nog 2 extra opleidingen aan, waarvoor mensen een 'hoger certificaat' kunnen verkrijgen.

### Uitbreiding
Als reactie op de voornemens van de Universiteit van de Vrijstaat en de Universiteit Stellenbosch om helemaal verengelsen en het Afrikaans als onderwijstaal af te schaffen, kondigde Akademia in 2014 een uitbreiding van het studieprogramma aan. Zo richt Akademia zich niet meer alleen op werkenden die naast hun baan willen studeren, maar ook op gewone voltijdse studenten. De Solidariteit Beweging kondigde aan zijn investeringen in Akademia te vergroten om Akademia tot een volwaardige Afrikaanstalige universiteit uit te kunnen bouwen. Eveneens werd er in 2015 een campus in Centurion aangekocht om voltijdse programma's te kunnen aanbieden. Hoewel het afstandsonderwijs voor werkenden gehandhaafd blijft, komen er ook gewone klassikale programma's.
In 2016 werd het onderwijsaanbod verder uitgebreid, met drie nieuwe bacheloropleidingen. In 2017 werd Akademia na een proefperiode van zes jaar door de Zuid-Afrikaanse overheid definitief geregistreerd als hogeronderwijsinstelling.
In 2018 werd de nieuwe bacheloropleiding bachelor Politiek, Filosofie en Economie als eerste opleiding in de geesteswetenschappen geaccrediteerd. Ook werden in 2018 meerdere faculteiten opgericht, waaronder de faculteiten (1) economie- en bedrijfswetenschappen, (2) geesteswetenschappen, (3) natuurwetenschappen, (4), pedagogie en onderwijskunde en (5) ingenieurswezen. In 2020 wil Akademia ongeveer 2000 studenten hebben.
Eind 2019 is het accreditatieproces voor 23 nieuwe bachelor- en masteropleidingen begonnen. Dit proces duurt naar verwachting tot 2023.

## Opleidingen
Akademia biedt verschillende opleidingen aan, waaronder zes bacheloropleidingen en verschillende hogere certificaten, die verleend worden na succesvol afgeronde cursussen voor al werkende mensen. Alle colleges worden in het Afrikaans gegeven.

### Bacheloropleidingen
- Bedrijfsmanagement (BCom Ondernemingsbestuur)
- Economie en Recht (BCom Ekonomie en Regte)
- Financieel beheer (BCom Finansiële Beplanning)
- Financiële administratie (BCom Bestuursrekeningkunde)
- Politiek, Filosofie en Economie (BSocSci Politiek, Filosofie en Ekonomie)
- Rechten (Baccalaureus Legum)

### Certificaten
- Hoër Sertifikaat in Rekeningkunde
- Hoër Sertifikaat in Kantooradministrasie

## Onderwijsstelsel
Studenten kunnen aan Akademia zowel voltijd als deeltijd studeren. Hoewel Akademia opgericht is als "deeltijduniversiteit voor werkenden", biedt de universiteit haar bachelorstudies ook als voltijdsstudie aan. Akademia gebruikt een hybride onderwijsmodel, waarbij traditioneel klassikaal en traditioneel afstandsonderwijs gemengd zijn. Het klassikale onderwijs wordt decentraal aangeboden, waarbij de docent vanaf een centrale plek studenten, die bijeenkomen in de verschillende studiecentra, toespreekt. Hierbij wordt gebruikgemaakt van een videoconferentiesysteem. Dit videoconferentiesysteem maakt interactief contact tussen docent en studenten mogelijk. Tijdens colleges kunnen studenten dus gewoon vragen stellen, waarbij niet alleen de docent deze vraag hoort, maar ook de studenten in andere studiecentra. Persoonlijk contact met de docent verloopt slechts digitaal, maar eveneens via videobellen. Alle colleges zijn verplicht en studenten moeten deze colleges bijwonen in een van de studiecentra.

### Studiecentra
Akademia heeft een campus in Centurion. Deze campus op de hoek van de Von Willichlaan en de Suidstraat werd in 2016 geopend. Wegens de groei van het aantal studenten werden de collegezalen in 2019 verschoven naar een middelbare school aan de Gerhardstraat en vanaf 2021 zullen studenten tijdelijk gebruik maken van de nieuwe campus van Solidariteit's mbo-school Sol-Tech. In 2021 zal met de bouw van een nieuwe campus voor 6000 studenten in het oosten van Pretoria begonnen worden. Deze nieuwe campus kost R 1,5 miljard (ca. €95 miljoen) en zou in 2025 moeten openen.
Daarnaast heeft Akademia nog verschillende studiecentra verspreid over Zuid-Afrika waar onder meer klaslokalen voor afstandsonderwijs en ICT-structuren gevestigd zijn. Akademia heeft thans dertien studiecentra:
| Studiecentrum       | Provincie       | Kaart |
| ------------------- | --------------- | --- |
| Centurion (campus)  | Gauteng         | · Boksburg George Bloemfontein Krugersdorp Somerset-Wes Paarl Tygervallei Pretoria Vanderbijlpark Windhoek Port Elizabeth |
| Bloemfontein        | Vrijstaat       | · Boksburg George Bloemfontein Krugersdorp Somerset-Wes Paarl Tygervallei Pretoria Vanderbijlpark Windhoek Port Elizabeth |
| Boksburg            | Gauteng         | · Boksburg George Bloemfontein Krugersdorp Somerset-Wes Paarl Tygervallei Pretoria Vanderbijlpark Windhoek Port Elizabeth |
| George              | West-Kaap       | · Boksburg George Bloemfontein Krugersdorp Somerset-Wes Paarl Tygervallei Pretoria Vanderbijlpark Windhoek Port Elizabeth |
| Krugersdorp         | Gauteng         | · Boksburg George Bloemfontein Krugersdorp Somerset-Wes Paarl Tygervallei Pretoria Vanderbijlpark Windhoek Port Elizabeth |
| Paarl               | West-Kaap       | · Boksburg George Bloemfontein Krugersdorp Somerset-Wes Paarl Tygervallei Pretoria Vanderbijlpark Windhoek Port Elizabeth |
| Port Elizabeth      | Oost-Kaap       | · Boksburg George Bloemfontein Krugersdorp Somerset-Wes Paarl Tygervallei Pretoria Vanderbijlpark Windhoek Port Elizabeth |
| Pretoria (Die Moot) | Gauteng         | · Boksburg George Bloemfontein Krugersdorp Somerset-Wes Paarl Tygervallei Pretoria Vanderbijlpark Windhoek Port Elizabeth |
| Pretoria (Lynnwood) | Gauteng         | · Boksburg George Bloemfontein Krugersdorp Somerset-Wes Paarl Tygervallei Pretoria Vanderbijlpark Windhoek Port Elizabeth |
| Somerset-Wes        | West-Kaap       | · Boksburg George Bloemfontein Krugersdorp Somerset-Wes Paarl Tygervallei Pretoria Vanderbijlpark Windhoek Port Elizabeth |
| Tygervallei         | West-Kaap       | · Boksburg George Bloemfontein Krugersdorp Somerset-Wes Paarl Tygervallei Pretoria Vanderbijlpark Windhoek Port Elizabeth |
| Vanderbijlpark      | Gauteng         | · Boksburg George Bloemfontein Krugersdorp Somerset-Wes Paarl Tygervallei Pretoria Vanderbijlpark Windhoek Port Elizabeth |
| Windhoek            | Khomas, Namibië | · Boksburg George Bloemfontein Krugersdorp Somerset-Wes Paarl Tygervallei Pretoria Vanderbijlpark Windhoek Port Elizabeth |

In 2020 wil Akademia 24 van zulke studiecentra over heel Zuid-Afrika verspreid hebben. In 2018 opende Akademia zijn eerste studiecentrum in de Namibische hoofdstad Windhoek.

## Financiering
Akademia krijgt geen geld van de Zuid-Afrikaanse overheid. Daardoor draait de universiteit voor een groot deel op giften van de 330.000 leden van de Solidariteit Beweging. Om Akademia op te kunnen richten en draaiende te kunnen houden, betaalt elk lid van zijn lidmaatschapsgeld R15 (tussen €1 en €1,50) per maand mee aan Akademia. Leden van Solidariteit brengen dus per jaar een bedrag van R59,4 miljoen (€4,3 miljoen) bijeen om de universiteit van de grond te krijgen.
Daarnaast kunnen mensen bijdragen aan het Solidariteit Boufonds van de Solidariteit Beweging om fysieke universiteitgebouwen aan te kunnen kopen of te bouwen. Dit fonds werd in 2014 opgericht en in 2015 werd er een campus in Centurion aangekocht, zodat Akademia vanaf 2016 ook studies kan aanbieden die niet mogelijk zijn binnen een stelsel van afstandsonderwijs, zoals verpleegkunde. Dit bouwfonds heeft als doel om geld in te zamelen, zodat er gebouwen voor Akademia en Solidariteit's mbo-school Sol-Tech aangekocht of nieuw gebouwd kunnen worden.
Een ander type inkomsten zijn het collegegeld dat studenten moeten betalen om bij Akademia te kunnen studeren. Voor studenten die dit niet kunnen betalen, zijn er verschillende beurzen beschikbaar. Grotere giften van particulieren maken slechts een klein deel van de begroting van Akademia uit.

## Politieke ontvangst
In 2014 dreigde Blade Nzimande, de Zuid-Afrikaanse minister van Hoger Onderwijs (ANC/SACP), de registratie van Akademia in te trekken en daarmee de universiteit te sluiten, omdat de universiteit eentalig Afrikaans is. Volgens de minister werkt dit uitsluiting van niet-Afrikaanstaligen in de hand. In een Zuid-Afrika met 11 officiële talen zou geen eentalige, Afrikaanse universiteit passen, omdat een eentalig Afrikaanse universiteit zou neerkomen op racisme. Dit politieke argument heeft op alle historisch Afrikaans/Nederlandstalige universiteiten in Zuid-Afrika geleid tot verengelsing. De minister kreeg veel kritiek te verduren op zijn stelling dat een eentalige Afrikaanse universiteit racistisch is: hij zou zelf discrimineren, omdat hij het niet erg vindt dat in Zuid-Afrika het overgrote deel van de universiteiten eentalig Engels is. Onder meer de Suid-Afrikaanse Akademie vir Wetenskap en Kuns, de Afrikaanse Taalraad en de F.W. de Klerk Stigting pareerden de woorden van de minister met het feit dat Afrikaans de grootste multiraciale taal van Zuid-Afrika is, waarbij 50% van de sprekers bruin is, 40% blank en 10% zwart. Ook verweten zij de minister ongrondwettelijke uitspraken, omdat de Grondwet van Zuid-Afrika eentalige onderwijsinstellingen in elke landstaal toestaat.
De FW de Klerk Stigting daagde minister Nzimande daarop voor de Kommissie vir die Bevordering en Beskerming van die Regte van Kultuur-, Godsdiens- en Taalgemeenskappe.

## Buitenlandse studenten
Vanaf 2021 kunnen Afrikaanssprekenden in het buitenland zich ook inschrijven bij Akademia.